# Miesso
Miesso (traslitterato anche come Mieso o Meheso) è una città situata nella zona dello Hararghe Occidentale, nella Regione dell'Oromia, in Etiopia.

## Storia
Una delle prime menzioni di Miesso è del 1907, quando la spedizione tedesca di Friedrich Rosen attraversò Miesso lungo la strada verso il mare. Nell'ottobre 1916 Ligg Iasù e le sue truppe, tornando verso Addis Abeba per riprendersi il trono da cui era stato spodestato, venne sconfitto e respinto nei pressi di Miesso da un esercito condotto da alcuni nobili dello Scioa.
Negli anni 1930 venne realizzata una strada per collegare la città di Asebe Teferi (all'epoca collegata con la stazione ferroviaria di Miesso, che era la fermata più importante del tratto Dire Daua-Auasc della ex ferrovia franco-etiopica, ora sostituita dalla nuova linea Addis Abeba–Gibuti. 
Durante l'occupazione italiana venne realizzata una moschea per la locale comunità mussulmana.
Nel dicembre 2000 un incidente ferroviario causato dal deragliamento di un treno diretto ad Addis Abeba provocò 13 morti e 19 feriti dopo essersi spezzato in tre parti.
Nell'ottobre 2004 avvennero numerosi scontri tra le comunità etniche degli Oromi e Somali, in seguito ad un referendum relativo ai contestati confini tra la regione dell'Oromia e la regione dei Somali: circa 2.500 persone dovettero abbandonare la propria abitazione, cercando rifugio a Miesso. Alcune ONG operanti in zona hanno segnalato altri scontri avvenuti il 14 luglio 2005.

## Società

### Evoluzione demografica
Il censimento nazionale del 1994 registrò una popolazione di 5.769 abitanti, di cui 2.897 maschi e 2.872 femmine.
In base alle stime del 2005 dell'Agenzia Centrale di Statistica, la città aveva 10.328 abitanti, di cui 5.342 uomini e 4.986 donne.